# René Sautin
Pour les articles homonymes, voir Sautin (homonymie).
René Sautin, né en 1881 à Montfort-sur-Risle et mort en 1968 aux Andelys, est un peintre de l’École normande.

## Biographie
Il avait deux sœurs et un frère : Andrée, Raymonde et Maurice. René Sautin est né dans le même village que le peintre Albert Lebourg dont il suivra les conseils dans sa vie de peintre, mais c’est aux Andelys qu’il passe la plus grande partie de son existence.
Après des études primaires et secondaires à Montfort-sur-Risle et Pont-Audemer, il entre à l’École des beaux-arts de Rouen dans l’atelier du peintre Philippe Zacharie. Il gagne Paris où il passe un an dans l’atelier Ferrier et expose au Salon des indépendants.
En 1911, il quitte la capitale pour venir se fixer aux Andelys qu’il peindra tout au long de sa vie : la Seine, le Château-Gaillard, les quais du Petit-Andely. On lui connaît cependant des visites régulières rendues à Pont-Audemer à son ami le peintre Henry Dannet : c'est à leur propos que l'on a pu parler d'une « École de la Risle ».
Au lendemain des bombardements effectués par les Allemands le 8 juin 1940, la ville des Andelys est détruite à soixante-dix pour cent. René Sautin nous a conservé un témoignage de la vision apocalyptique de la ville dans une série d’aquarelles. Il connait la pauvreté et perd peu à peu la vue sur la fin de sa vie, ce qu’il compense par l’utilisation de couleurs de plus en plus vives et un trait renforcé dans son œuvre jusqu’en 1966, deux ans avant sa mort.
Robert Tuffier qui créa aux Andelys une Galerie d’art en 1964 fut un ami fidèle qui mit en valeur son œuvre au cours de fréquentes expositions d’œuvres des peintres de l’École normande.
Au musée Nicolas-Poussin aux Andelys, une exposition sur ces portraits a été organisée  dans le cadre du festival Normandie impressionniste 2016 et à l'occasion du cinquantenaire de sa mort une exposition rétrospective lui a été consacrée d'avril à octobre 2018.

## Œuvres
- Portrait de Marthe, son épouse, 1941, musée Nicolas-Poussin.
- Bouquet de fleur, musée Nicolas-Poussin.
- Paysage d’automne, musée Nicolas-Poussin.
- Château Gaillard et la Seine, musée Nicolas-Poussin.
- Grand Adeli, 1936, musée Nicolas-Poussin.
- René Sautin par lui-même avec silhouette de Château Gaillard (crayon), musée Nicolas-Poussin.
- Les Oies, musée de Vernon.
- La Seine aux Andelys, 1928, Huile sur toile, Musée Alfred-Canel, Pont-Audemer